# Erice

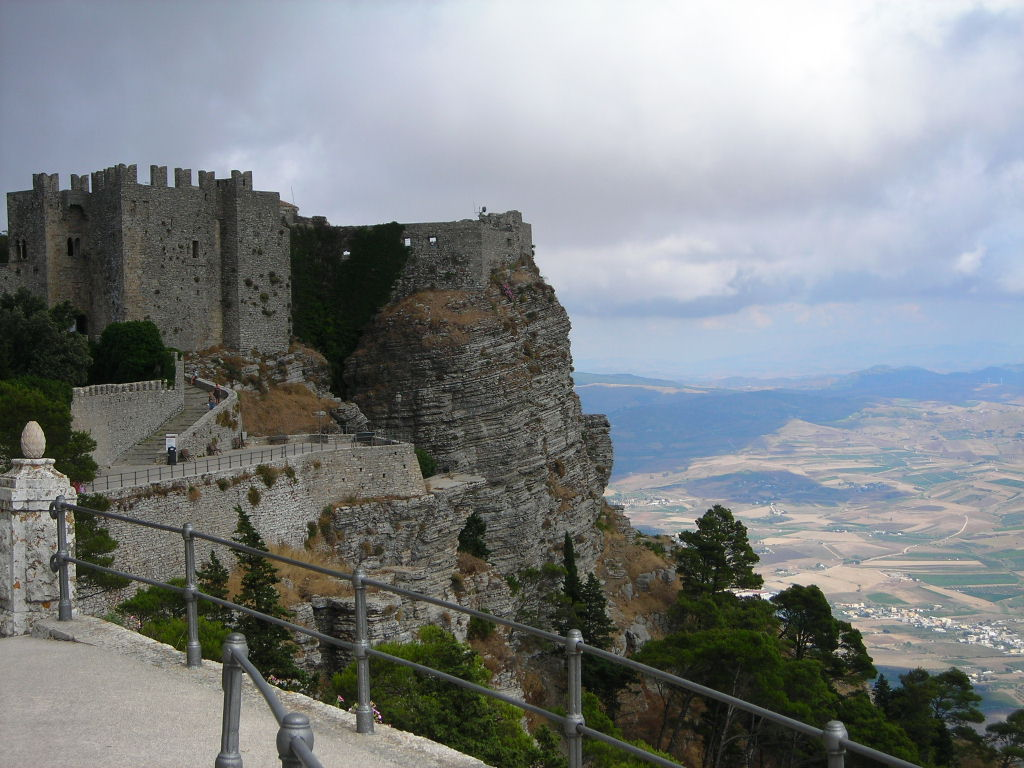
Castillo de Venere

Erice es una ciudad italiana situado en el consorcio municipal libre de Trapani, en Sicilia. Tiene una población estimada, a fines de agosto de 2024, de 25 808 habitantes.
Integra la asociación Los Pueblos más Bonitos de Italia (I Borghi più belli d'Italia).
De origen muy antiguo, Erice parece haber sido fundada por los élimos, pueblo probablemente procedente de Grecia y asentado en el oeste de Sicilia hacia el siglo VIII a. C.
Fue un centro religioso de fundamental interés por la presencia del sagrado témenos, santuario pagano dedicado a la diosa del amor. Por su importancia estratégica, fue destino y objetivo de conquista de otros pueblos como los cartagineses, que fortalecieron las murallas construidas por los élimos e hicieron la ciudad prácticamente inaccesible e inexpugnable. Tanto es así que junto con Siracusa y Enna, Iruka, como se llamaba en aquel entonces, se convirtió en una de las tres plazas fuertes sicilianas más importantes desde el punto de vista militar.
Erice adoptó varios nombres a lo largo del tiempo. Llamada Gabel-el-Hamid por los árabes, resucitó con la conquista normanda. En ese momento cambió una vez más su nombre por el de Monte San Giuliano (en honor a San Giuliano Hospitalario, protector de marineros y viajeros) por orden del rey Roger II, como agradecimiento por la ayuda prestada por San Giuliano a las tropas normandas en el asedio de la ciudad, dentro de cuyos muros se habían atrincherado los árabes. En 1936 asumió definitivamente su nombre actual.

## Historia

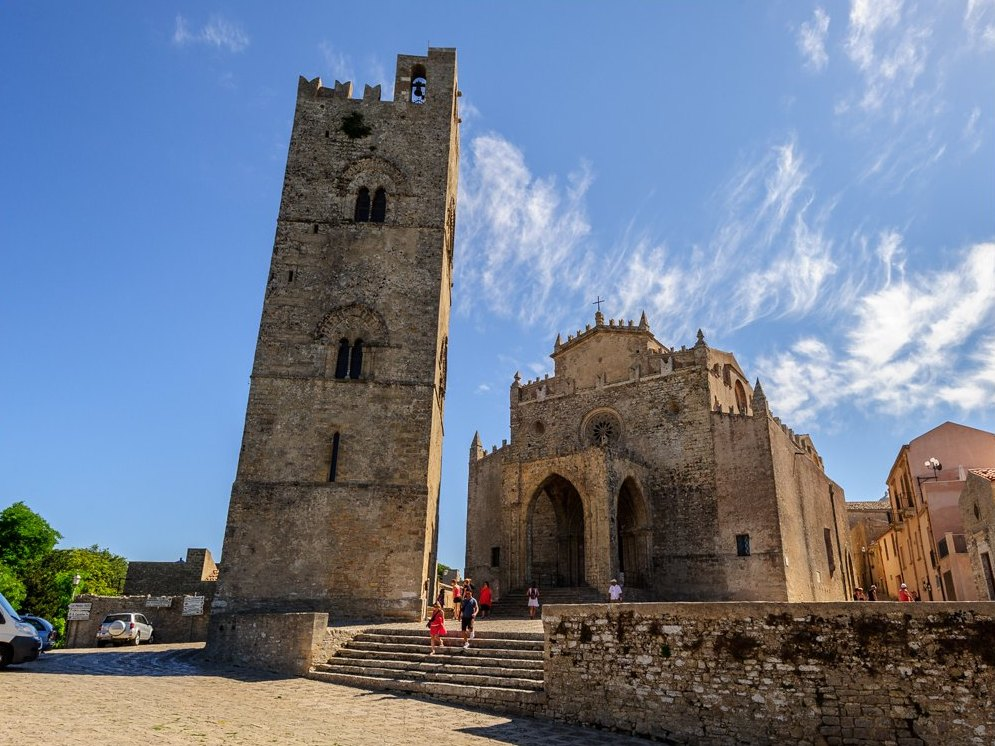
Real Duomo di Erice

Erice fue una ciudad de Sicilia al oeste de la isla a unos 10 km de Trapani y a 3 km de la costa. Una montaña también llevaba este nombre (monte Eryx o monte Ericus): era un cerro aislado que da la sensación de más altura de la que tiene (666 metros). La ciudad se llamó Monte San Giuliano hasta 1934.
En la cima de la montaña había un templo de Venus o Afrodita que la leyenda decía que había sido fundado por Eneas; la diosa era Venus Erixina. Diodoro Sículo atribuye la fundación del templo y la ciudad al héroe epónimo Érix, quien habría recibido a Heracles cuando fue a visitar la isla y habría luchado con él siendo derrotado. Érix era hijo de Afrodita y Butes, el rey del país, y Virgilio le hace hermano de Eneas. Por indicaciones de Tucídides se supone que Érix y Segesta fueron ciudades de los sículos y en concreto de la tribu de los élimos (que los antiguos autores hacen descendientes de los troyanos). No parece que recibiera nunca una colonia griega pero sí es seguro que fue helenizada.
Fue posiblemente aliada de Segesta y después de la expedición ateniense del 415 a. C.-413 a. C. a Sicilia, se alió con Cartago. En 406 a. C. se libró en su costa una batalla entre cartagineses y siracusanos que estos últimos ganaron. 
Con la expedición de Dionisio I al oeste de Sicilia en 397 a. C., Erice se sometió al siracusano, un poco antes del sitio de Motia, pero al siguiente año fue recuperada por los cartagineses. Hacia el 370 a. C., la recuperó  Dionisio poco antes de morir, pero los cartagineses la volvieron a recobrar, y seguramente quedó en sus manos hasta la expedición de Pirro I de Epiro el 278 a. C. En este año una fuerte guarnición se opuso al rey de Epiro, pero este entró en la ciudad por asalto dirigido por él mismo.
En la primera guerra púnica volvió a estar en manos de los cartagineses y en 260 a. C. el general Amílcar Barca la destruyó y trasladó a sus habitantes al promontorio de Drepanum, donde fundó la ciudad de este nombre. La ciudad vieja siguió estando poblada por algunos ciudadanos que se opusieron al traslado, y pocos años después fue ocupada por el cónsul romano Lucio Junio, que también se apoderó por sorpresa del templo de la cima de la montaña, que estaba fortificado, y el templo fue saqueado por los mercenarios galos.
Amílcar abandonó por aquellos mismos días la posición que tuvo durante tres años en Ercte y se dirigió a Erice para instalarse en la cima, aunque ocupó la ciudad, los romanos resistieron en la parte alta del monte. Amílcar conservó la posesión de la ciudad y finalmente la abandonó con el resto de sus habitantes, hacia Drepana, donde fue asediado por los romanos, donde resitieron hasta la victoria naval de Cayo Lutacio Cátulo, que derrotó a los cartagineses y forzó la paz en el 241 a. C.
Después de eso, Erice se convirtió en un lugar insignificante. Es mencionada más tarde como deshabitada; Plinio el Viejo la menciona como existente, pero probablemente es un error. El santuario dependía de Segesta que fue la ciudad que pidió al emperador Tiberio la restauración. Los habitantes de Erice que pudieron haber quedado se establecieron en la zona del templo en la cima de la montaña donde está el centro histórico de la moderna San Giuliano. 

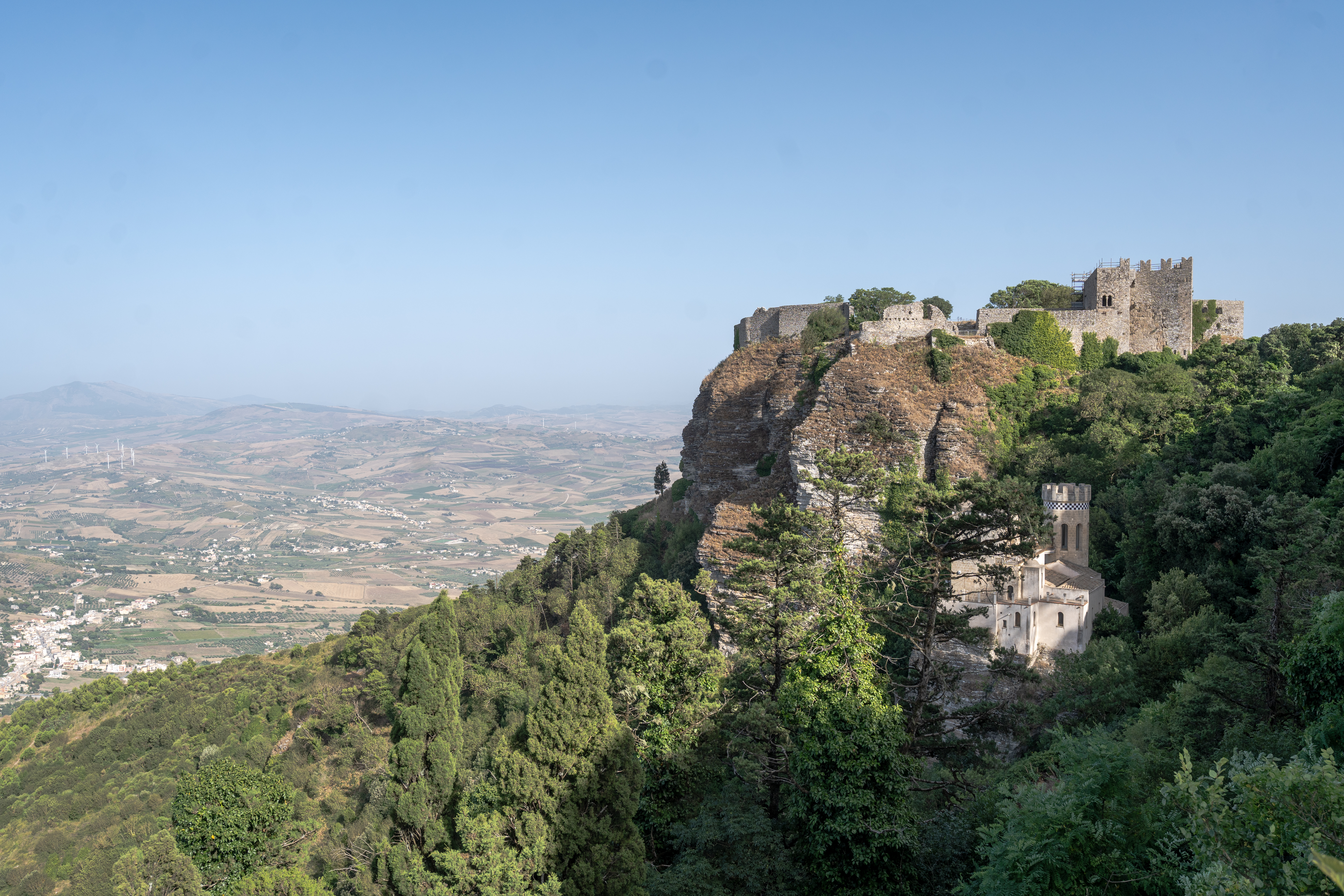
Castillo del Bálio

Es posible que la ciudad vieja estuviera en lo que modernamente constituye el convento de Santa Ana a medio camino bajando la montaña. El templo de la montaña era reverenciado por los romanos y fue visitado por los diversos gobernadores romanos de Sicilia; se creó para el templo una guardia de honor formada por voluntarios de diversas ciudades, y diecisiete ciudades pagaban entre todas una cantidad al año para los adornos de la diosa; decayó al final de la República romana y los habitantes de Segesta pidieron la restauración a Tiberio, que se comprometió, pero que no lo llevó a término, y fue Claudio el que lo restauró uns años después. Después ya no volvió a ser mencionada y no se sabe cuándo se destruyó o fue abandonada. Modernamente allí había un castillo que fue prisión. El templo aparece en una moneda de C. Considio Noniano (siglo I a. C.) que muestra el templo con un períbolo fortificado que incluía una buena parte de la montaña.

## Evolución demográfica
| Gráfica de evolución demográfica de Erice entre 1861 y 2024 |
|                                                             |
| Fuente: ISTAT - Elaboración gráfica de Wikipedia            |